# موزی و مازی

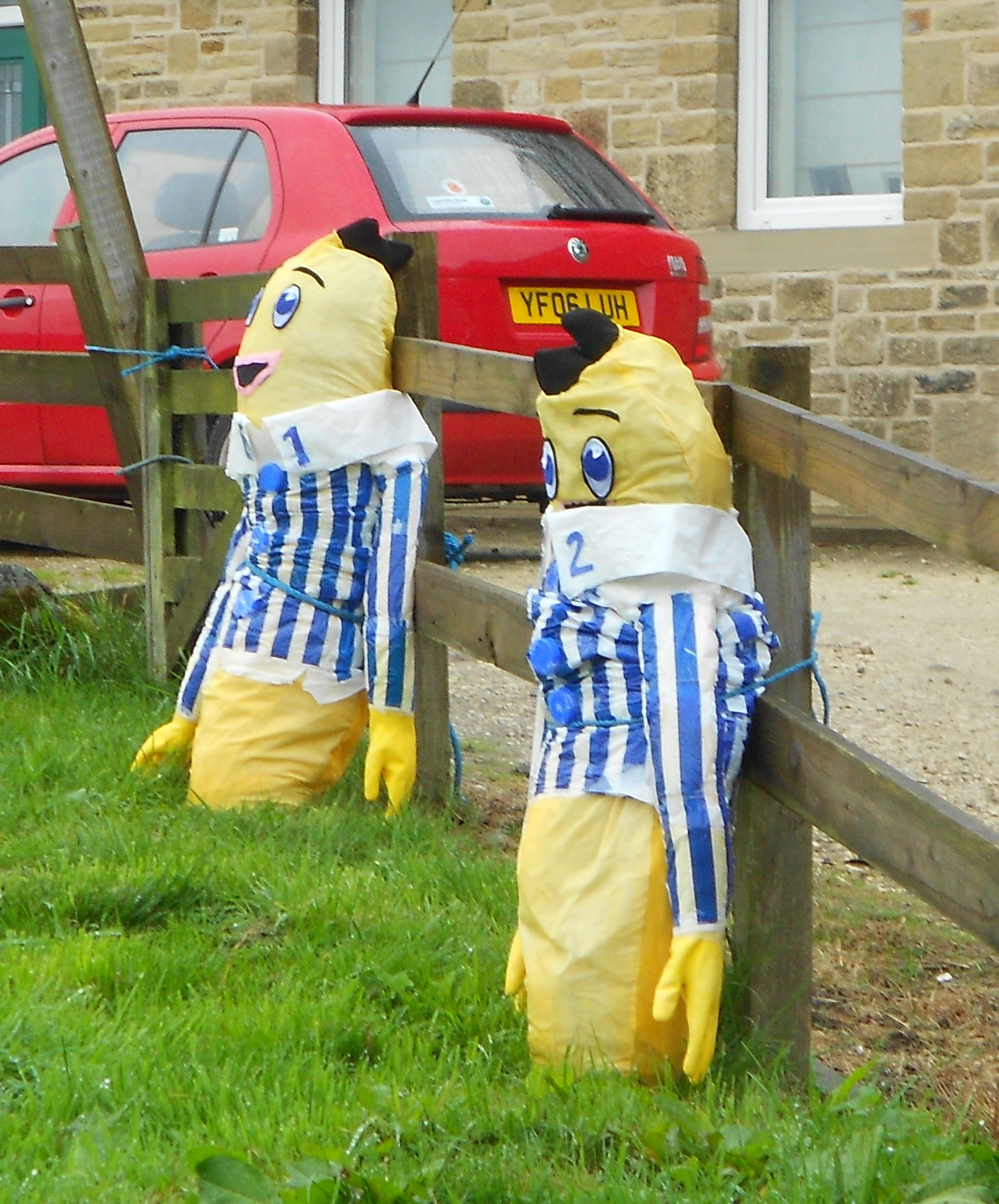
موزی و مازی

موزها در لباس خواب (به انگلیسی: Bananas in Pyjamas) نام یک برنامهٔ تلویزیونی کودکان و محصول کشور استرالیا است. این برنامهٔ تلویزیونی با نام موزی و مازی از تلویزیون ایران دوبله و پخش شده است.